# Grid Security Infrastructure
La Grid Security Infrastructure (GSI), anteriormente conocida como Globus Security Infrastructure, es una especificación para comunicación segura, a prueba de falsificación y delegable entre entidades software en un entorno de computación computación en grid. La seguridad y autenticidad en la comunicación se logra a través de encriptación asimétrica.

## Autentificación
La autenticación se realiza usando tecnología de firma digital; gracias a esta autenticación segura los recursos sólo permiten acceder a los datos a aquellas entidades que están autorizadas para ello.

### Delegación
La autenticación conlleva un problema: a menudo un servicio tendrá que acceder a datos en un recurso de forma independiente al usuario; para poder llevar a cabo esto, se debe conceder al recurso los privilegios adecuados. GSI permite la creación de privilegios delegados: una nueva clave criptográfica es generada, marcada como "delegada" y firmada digitalmente por el usuario; es entonces cuando es posible para el servicio actuar en nombre del usuario para acceder a los datos almacenados en un recurso.

## Mecanismos de seguridad
Las comunicaciones pueden ser aseguradas utilizando una combinación de distintos métodos:
- Transport Layer Security (TLS) puede ser usada para proteger el canal de comunicación de eavesdropping o ataques man-in-the-middle.
- Message-Level Security puede ser utilizado (a pesar de que actualmente es mucho más lento que TLS).